# Paolo Gozzi
Paolo Gozzi (Torino, Italia, 24 de mayo de 2000) más conocido como Gozzi es un futbolista ítalo-nigeriano que juega de defensa central en el Red Star Football Club del Championnat National, cedido por el Genoa Cricket & Football Club.

## Trayectoria
Gozzi comenzó su formación en las filas del Pozzomaina, hasta que en 2015 ingresó en la estructura de la Juventus de Turín para jugar en categoría cadete. 
En las siguientes temporadas formaría parte de los equipos sub-17, sub-19 y sub-23.
El 19 de abril de 2019, cuando aún tenía 17 años, debutó con el primer equipo de la Juventus de Turín en la Serie A frente al SPAL, en un encuentro que la 'Juve' perdió por 2-1. Aquel día, Gozzi, con el '43' a la espalda, compartió eje de la zaga con Andrea Barzagli y Mattia De Sciglio.
En la temporada 2019-2020, debutaría con la Juventus sub-23 de la Serie C italiana.
Durante la temporada 2020-2021, disputa 13 partidos con la Juventus sub-23 de la Serie C italiana. 
El 21 de julio de 2021, se comprometió con el Club de Fútbol Fuenlabrada de la Segunda División de España, cedido por una temporada por la Juventus de Turín.
En julio de 2022, firma por el Genoa Cricket & Football Club de la Serie A italiana.
El 19 de agosto de 2022, firma por el Cosenza Calcio de la Serie B, cedido por la Juventus de Turín.

## Internacional
Es internacional sub-19 con Italia.

## Clubes
| Club                                | País    | Año       |
| ----------------------------------- | ------- | --------- |
| Juventus sub-23                     | Italia  | 2020-2022 |
| Club de Fútbol Fuenlabrada (cedido) | España  | 2021-2022 |
| Genoa Cricket & Football Club       | Italia  | 2022-     |
| Cosenza Calcio (cedido)             | Italia  | 2022      |
| Pescara (cedido)                    | Italia  | 2023      |
| Red Star Football Club (cedido)     | Francia | 2023-     |